# Зеленевицька сільська рада
Зеленевицька сільська́ ра́да (біл. Зеляневіцкі сельсавет) — адміністративно-територіальна одиниця у складі Пружанського району Берестейської області Білорусі. Адміністративний центр — село Зеленевичі.

## Склад
Населені пункти, що підпорядковувалися сільській раді станом на 2009 рік:
| Населений пункт | Тип  | Населення, осіб (2009) |
| --------------- | ---- | ---------------------- |
| Апеляновичі     | село | 10                     |
| Борисики        | село | 25                     |
| Бояри           | село | 31                     |
| Брантовці       | село | 14                     |
| Бушняки         | село | 10                     |
| Вільяново       | село | 48                     |
| Головчиці       | село | 65                     |
| Груськ          | село | 60                     |
| Гута            | село | 34                     |
| Зеленевичі      | село | 105                    |
| Зельзин         | село | 59                     |
| Зиновичі        | село | 184                    |
| Крупа           | село | 69                     |
| Кузевичі        | село | 89                     |
| Лисково         | село | 357                    |
| Могилевці       | село | 514                    |
| Мозолі          | село | 29                     |
| Мосевичі        | село | 67                     |
| Осошники        | село | 265                    |
| Рачки           | село | 16                     |
| Шейпичі         | село | 84                     |
| Шпаки           | село | 32                     |
| Ярошевичі       | село | 32                     |

## Населення
За переписом населення Білорусі 2009 року чисельність населення сільської ради становила 2199 осіб.

### Національність
Розподіл населення за рідною національністю за даними перепису 2009 року:
| Національність            | Осіб | Відсоток |
| ------------------------- | ---- | -------- |
| білоруси                  | 2017 | 91,72 %  |
| росіяни                   | 84   | 3,82 %   |
| поляки                    | 51   | 2,32 %   |
| українці                  | 22   | 1,00 %   |
| цигани                    | 13   | 0,59 %   |
| вірмени                   | 5    | 0,23 %   |
| національність не вказана | 3    | 0,14 %   |
| литовці                   | 2    | 0,09 %   |
| узбеки                    | 1    | 0,05 %   |
| латиші                    | 1    | 0,05 %   |
| Разом                     | 2199 | 100 %    |